# Bariumferrit
Bariumferrit ist eine anorganische chemische Verbindung des Bariums aus der Gruppe der Ferrite.

## Vorkommen
Bariumferrit kommt natürlich in Form des Minerals Barioferrit vor.

## Gewinnung und Darstellung
Bariumferrit kann durch Reaktion von Bariumcarbonat mit Eisen(III)-oxid bei 1200 bis 1350 °C oder durch Reaktion einer Lösung von Bariumhydroxid mit Eisen(III)-hydroxid in einer Natriumhydroxidlösung gewonnen werden.

## Eigenschaften
Bariumferrit ist ein schwarzer Feststoff, der praktisch unlöslich in Wasser ist. Die Verbindung ist ferrimagnetisch mit einer Néel-Temperatur (Analogon zur Curietemperatur ferromagnetischer Stoffe) von 450 °C. Er besitzt eine hexagonale Kristallstruktur mit der Raumgruppe P63/mmc (Raumgruppen-Nr. 194). Die Struktur ist aufgebaut aus kubischen und hexagonalen dichtesten Kugelpackungsschichten mit der Folge BAB'ABOAO'AO in Richtung der c-Achse.

## Verwendung
Bariumferrit wird in Lautsprecher-Permanentmagneten und in Magnetbändern eingesetzt. Es wird auch für radarabsorbierende Beschichtungen eingesetzt.